# Betty Brosmer
Betty Brosmer (* 2. August 1935 oder 6. August 1929, in Pasadena, Kalifornien als Betty Chloe Brosemer, seit 24. April 1961 Betty Weider) ist eine ehemalige US-amerikanische Bodybuilderin und Pin-Up-Model.

## Leben
Betty Brosmer verbrachte ihre frühe Kindheit in Carmel. Im Alter von etwa 10 Jahren zog die Familie nach Los Angeles um. Aufgrund ihrer zierlichen Gestalt begann Betty früh mit dem damals noch als Bodybuilding bezeichneten Bodyshaping und Krafttraining. Mit 13 Jahren war sie 1948 bereits als Fotomodell im Sears & Roebuck-Katalog zu sehen. Für weitere Bekanntheit sorgte ein landesweiter mehrjähriger Werbeauftritt für die Emerson Radio Corporation. Brosmer stand Modell für die Pin-Up Künstler Alberto Vargas und Earl Moran. 1950 zog Betty nach New York City und besuchte die George Washington High School in Manhattan. Sie war oft als Titelmodell auf Pulp-Magazinen und Zeitschriften zu sehen. 1954 posierte Betty als Modell für Bademoden für Christian Dior. In den frühen 1950er Jahren gewann sie mehr als 50 Schönheitswettbewerbe.
1953 zog Brosmer nach Hollywood, studierte Psychologie an der UCLA und war freiberuflich als Model tätig.
Eine Fotoserie in Beverly Hills für den Playboy blieb zunächst unveröffentlicht, da sich Betty Brosmer weigerte, nackt zu posieren. 1959 wurden die Bilder an das Escapade-Magazin verkauft und veröffentlicht.
1959 lernte Brosmer durch den Fotografen Keith Bernard den Bodybuilder und Zeitschriftenverleger Joe Weider kennen. Brosmer hatte bereits seit 1956 regelmäßig für Weiders Magazine posiert. Die Hochzeit fand am 24. April 1961 in Las Vegas, Nevada, statt.
Nach der Hochzeit posierte Betty ausschließlich für Weiders Magazine, schrieb Fachartikel und Bücher über Gesundheit und Fitness und entwickelte ein spezielles Körpertraining für Frauen.
2017 bekam Betty auf der Arnold Classic den Arnold Schwarzenegger Lifetime Achievement Award verliehen.
In dem autobiografischen Film Bigger – Die Joe Weider Story von George Gallo aus dem Jahr 2018 wird Betty von Julianne Hough verkörpert.

## Werke
- Bodybuilding for Women, McGraw-Hill, 1981, ISBN 978-0809259076
- The Weider Body Book, McGraw-Hill, 1984, ISBN 978-0809254293
- Better and Better: Six Weeks to a Great Shape at Any Age!, Dell, 1993 ISBN 978-0440503132